# 萨曼塔·施维伯林
萨曼塔·施维伯林（Samanta Schweblin，1978年—）是一位阿根廷西班牙语作家，目前居住在柏林。她已经出版了三本短篇小说集，一部中篇小说和一部长篇小说，此外她的小说还出现在《纽约客》、《格兰塔》、《吊桥》、《哈泼斯杂志》和《麦克斯威尼》等选集和杂志上。
她在世界各地赢得了无数著名奖项，她的书籍已被翻译成三十多种语言并被改编成电影。
2002年，施维伯林出版了她的第一本书《骚动的心》，该书获得了阿根廷国家艺术基金会的奖项。2008年，她凭借短篇小说集《吃鸟的女孩》获得美洲之家奖。她的第三部短篇小说集《七座空屋》于2015年出版。她的第一部中篇小说《营救距离》，获得了2015年蒂格雷·胡安奖，并入围了2017年布克国际奖。
2019年，她因英译本《吃鸟的女孩》入围布克国际奖提名，该作品获得了2017年雪莉·杰克逊奖。2020年，她《侦图机》再次入围布克国际奖。
她的小说《营救距离》于2021年由Netflix改编成电影，由克劳迪娅·略萨执导，略萨与作者共同编写剧本。
2020/2021 年冬季学期，她在柏林自由大学担任塞缪尔·费舍尔文学客座教授。2022年，她凭借《七座空屋》获得美国国家图书奖翻译文学奖。

## 作品
- 2002,《骚动的心》(ISBN 950-732-034-2)
- 2009,《吃鸟的女孩》(ISBN 978-84-264-1748-0)
- 2014,《营救距离》(ISBN 978-987-3650-44-4)
- 2015,《七座空屋》(ISBN 978-84-8393-185-1)
- 2018,《侦图机》(ISBN 978-84-3973-489-5)

## 奖项与荣誉
2022年：美国国家图书奖翻译文学奖，《七座空屋》
2024年：英国皇家文学学会年度国际作者